# Hormosinelloides
Hormosinelloides es un género de foraminífero bentónico considerado un sinónimo posterior de Hormosinella de la familia Hormosinellidae, de la superfamilia Hormosinelloidea, del suborden Hormosinina y del orden Lituolida. Su especie-tipo era Reophax guttifera. Su rango cronoestratigráfico abarcaba desde el Cretácico superior hasta la Actualidad.

## Discusión
Clasificaciones previas hubiesen incluido Hormosinelloides en la subfamilia Reophacinae, de la familia Hormosinidae, de la superfamilia Hormosinoidea, así como en el suborden Textulariina del orden Textulariida o en el orden Lituolida.

## Clasificación
Hormosinelloides incluía a las siguientes especies:
- Hormosinelloides guttiferus, aceptado como Hormosinella guttifera
- Hormosinelloides hispidulus
- Hormosinelloides spiculammina, aceptado como Hormosinella spiculammina